# Lorenzo Di Silvestro
Lorenzo Di Silvestro (né le 16 janvier 1970 à Côme, en Lombardie) est un ancien coureur cycliste italien, professionnel de 1994 à 2007.

## Biographie
Lorenzo Di Silvestro est le manager général de l'équipe Carmiooro-A-Style de 2008 à 2011 et de l'équipe WIT à partir de 2011

## Équipes
- 1994 : Brescialat
- 1996 à 1997 : Cantina Tollo
- 1998 : Ros Mary - Amica Chips
- 1999 à 2000 : Besson Chaussures
- 2001 à 2002 : Tacconi Sport
- 2003 : MBK - Oktos
- 2004 à 2005 : Nippo Endeka
- 2006 : Aqua e Sappone
- 2007 : OTC Doors - Lauretena

## Palmarès
- 1992
  - Trofeo Franco Balestra

- 1993
  - Gran Premio Montanino
  - Bassano-Monte Grappa
  - 2e de la Cronoscalata Gardone Val Trompia-Prati di Caregno

- 1994
  - 2e de la Freccia dei Vini

- 1995
  - 2e de la Cronoscalata Gardone Val Trompia-Prati di Caregno
  - 3e du Tour de Lombardie amateurs

- 1996
  - Tour de Slovénie :
    - Classement général
    - 5e étape

  - 1re étape de la Semaine lombarde